# Antonio Te Maioha

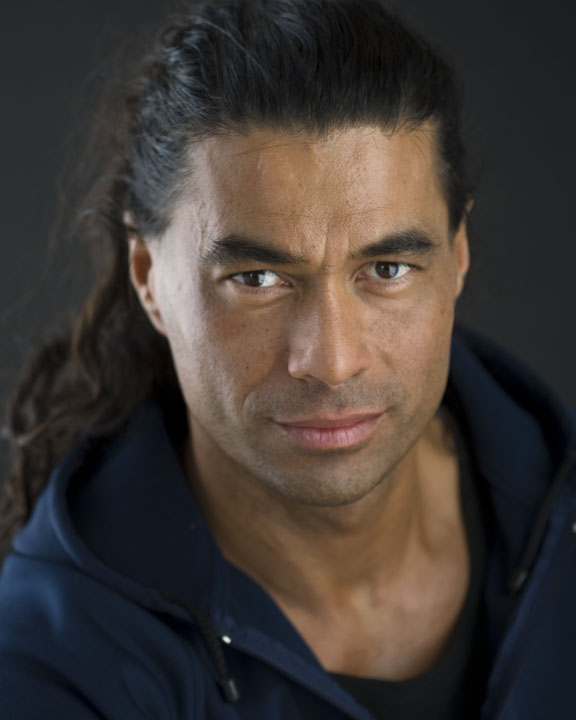
Antonio Te Maioha (2009)

Antonio Te Maioha (* 1970 in Auckland) ist ein neuseeländischer Schauspieler.

## Leben
Ta Maioha entstammt einer Māorifamilie. Seit 1998 ist er als Schauspieler in Film- und Fernsehproduktionen tätig. Insbesondere durch die Fernsehrolle des Gladiators Barcas, die "Bestie von Karthago" in der Fernsehserie Spartacus (2010) sowie im Prequel Götter der Arena von 2011 wurde er international bekannt. Te Maioha ist verheiratet und wohnt in Raglan.

## Filmografie (Auswahl)
- 1998: Hercules (Hercules: The Legendary Journeys, Fernsehserie, zwei Folgen)
- 1999–2000: Xena – Die Kriegerprinzessin (Xena: Warrior Princess, Fernsehserie, zwei Folgen)
- 2007: Shortland Street (Fernsehserie, drei Folgen)
- 2008: Legend of the Seeker – Das Schwert der Wahrheit (Legend of the Seeker, Fernsehserie, eine Folge)
- 2010: Spartacus (Spartacus: Blood and Sand, Fernsehserie)
- 2011: Spartacus: Gods of the Arena (Fernsehserie)
- 2022: Der Herr der Ringe: Die Ringe der Macht (The Lord of the Rings: The Rings of Power, Fernsehserie, zwei Folgen)
- 2023: The Convert